# Todo modo

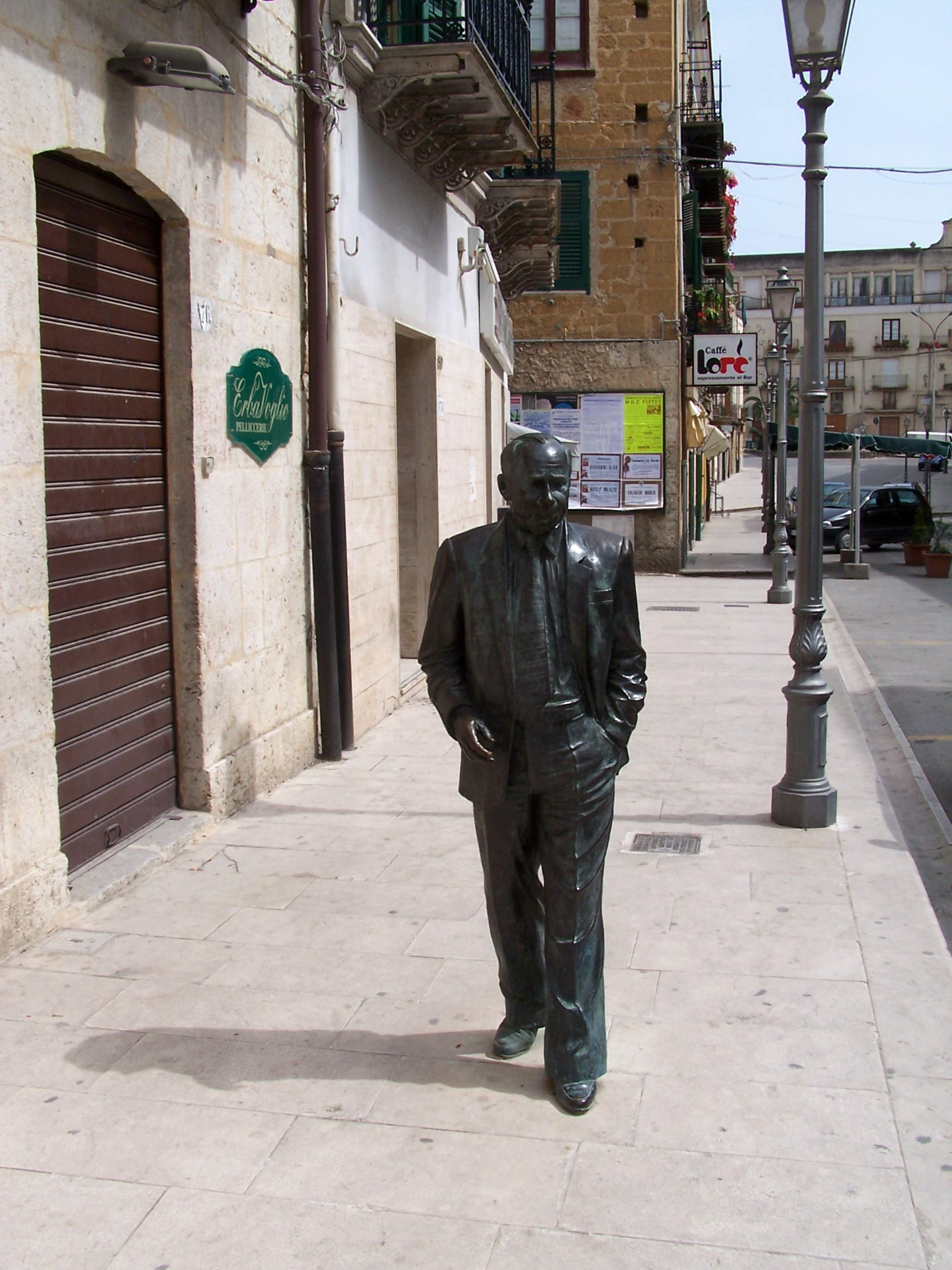
Estatua de Leonardo Sciascia en Racalmuto, localidad natal del escritor.

Todo modo es una novela del escritor italiano Leonardo Sciascia, publicada por primera vez en 1974 por Einaudi. Construida como una novela policíaca, es en realidad un análisis y una crítica del poder político en la Italia de la década de los setenta del siglo XX.

## Sinopsis
Durante los años setenta del pasado siglo, en una antigua ermita habilitada como hotel de lujo y asentada en un aislado paisaje, se reúnen la élite dirigente de la política, de la industria y de la Iglesia italianas, para meditar mediante los ejercicios espirituales a los que San Ignacio de Loyola definía como «el todo modo… para hallar la voluntad divina». Ascético y espiritual retiro cuya paz se verá violentamente interrumpida por una serie de asesinatos. 
El autor nos introduce en este universo de la mano de un artista que, accidentalmente, será el sorprendido testigo (trasunto del propio lector) de la hipocresía y el cinismo de la descarnada estructura de poder que guio los destinos de la República Italiana tras la Segunda Guerra Mundial. El núcleo de la crítica va dirigido, aunque no llegue a nombrarla en ningún momento, contra la Democracia Cristiana que hasta la crisis política de los años 1990 desempeñó el papel central de aquel régimen.
Sciascia recurre a la novela policiaca para trazar una metáfora corrosiva del poder, un relato tenso e irónico que disecciona una dura verdad: la convivencia civil se corrompe cuando los intereses más turbios contaminan la gestión de lo público, cuando la frontera entre éste y los negocios privados se diluye favoreciendo la patrimonialización del Estado por parte de grupos de poder, cuando la injusticia se instala en el corazón del Estado de derecho.

## Título
El título, Todo modo, hace referencia a San Ignacio de Loyola, fundador de la orden católica de los jesuitas, según la definición que expuso sobre el significado de los ejercicios espirituales Archivado el 21 de mayo de 2013 en Wayback Machine..  

“Todo modo de examinar la conciencia, de meditar, de contemplar, de orar vocalmente y mentalmente y de otras espirituales operaciones que preparan y disponen al alma a quitar de sí todas las afecciones desordenadas y después de quitadas buscar y hallar la divina voluntad en la disposición de su vida para la salud de alma.”

A un nivel más profundo vendría a implicar que cualquier método es válido a la hora de la salvación del individuo (en un sentido cristiano) y de la propia Iglesia.

## Adaptación cinematográfica
En 1976 el director Elio Petri realizó una adaptación libre de la novela, con el mismo título, Todo modo, e interpretada por Gian Maria Volonté, Marcello Mastroianni y Mariangela Melato.

## Ediciones españolas
- Sicascia, Leonardo, Todo modo, 1.ª ed., Noguer Ed., 1976

- Sicascia, Leonardo, Todo modo, 2ª ed., Bruguera, 1984

- Sicascia, Leonardo, Todo modo, 1.ª ed., Ediciones 62 SA, 1987

- Sicascia, Leonardo, Todo modo, 1.ª ed., Tusquets, 1989

- Sicascia, Leonardo, Todo modo, 1.ª ed., Círculo de Lectores, 1990

- Sicascia, Leonardo, Todo modo, 1.ª ed., RBA Coleccionables, 1996

- Sicascia, Leonardo, Todo modo, 1.ª ed., Tusquets, 1998

- Sicascia, Leonardo, Todo modo, 1.ª ed., Bibliotex SL, 1999

- Sicascia, Leonardo, Todo modo, 1.ª ed., Ed. El País, 2003

## Ediciones italianas
- Leonardo Sciascia, Todo modo, 1a ed., Einaudi (I coralli), 1974.

- Leonardo Sciascia, Todo modo, 2a ed., Einaudi (Nuovi coralli), 1976.

- Leonardo Sciascia, Todo modo, 3a ed., Einaudi (Tascabili), 1991.

- Leonardo Sciascia, Todo modo, 4a ed., Adelphi (Fabula), 1995.